# Джіа Коппола
Джан-Карла Коппола (англ. Gian-Carla Coppola; нар. 1 січня 1987) — американська кінорежисерка і сценаристка, онука режисера Френсіса Форда Копполи. Дебютувала як режисерка у повнометражному фільмі «Пало-Альто» (2013), а потім зняла «Мейнстрім» (2020) й «Останню танцівницю» (2024).

## Ранні роки
Єдина дитина кінопродюсера Джан-Карло Копполи та Жакі де ла Фонтен. Батько загинув під час катання на катері, коли мама була вагітна нею. У титрах фільму «Джек» 1996 року, знятого її дідом Френсісом Фордом Копполою, є присвята «для Джії „Коли ти бачиш летючу зорю…“». Вона тоді була близькою за віком до персонажів фільму.
Пітер Гетті, син Гордона Гетті, став її вітчимом, коли одружився з її матір'ю 2000 року. Пара розлучилася 2009 року. Росла у Лос-Анджелесі та на сімейному винограднику Копполи в долині Напа. Більшу частину дитинства провела на знімальних майданчиках тітки Софії Копполи. Згодом працювала помічницею у відділі костюмів у фільмі Софії Копполи «Десь» та креативним консультантом у фільмі Френсіса Форда Копполи «Між».
Кинула школу Арчер для дівчат і згодом підтвердила знання іспитом загальноосвітній розвиток. Після закінчення громадського коледжу вивчав фотографію в Бард-коледжі в Нью-Йорку. Після навчання заявила, що «відчула себе трохи виснаженою, фотографуючи протягом багатьох років навчання». Це спонукало її розвиватися у галузі кіно.

## Кар'єра
Почалася кар'єру зі знімання короткометражного фільму для модного бренду свого друга. Згодом отримала пропозицію створити короткометражні фільми для Церемонії відкриття, у яких знялися Кірстен Данст і Джейсон Шварцман, Зак Позен (який сказав, що «вона стане наступною силою Копполи, з якою потрібно рахуватися»), Даян фон Фюрстенберг, Родарте та «Elle China».
Дебютувала як режисерка повнометражного кіно з фільмом «Пало-Альто», адаптації однойменної збірки оповідань Джеймса Франко. Прем'єрні покази відбулися на 70-му Венеційському міжнародному кінофестивалі, а також 38-му Міжнародному кінофестивалі в Торонто та кінофестивалі Тельюрайд у Колорадо. Вона подружилася з Джеймсом Франко, і її попросили адаптувати та поставити його збірку оповідань «Пало-Альто». Коппола сказала, що погодилася взяти участь у проєкті, бо добре відчула зв'язок з вихідним матеріалом. Працюючи над фільмом, черпала натхнення в таких фільмах, як «Американські графіті», «Круті часи в „Ріджмонт Хай“», «Ізгої» та «Незайманки-самогубці». Для сценарію співпрацювала зі своїм підлітковим акторським складом. Між дебютом Копполи та «Незайманками-самогубцями» Софії Копполи було проведено багато паралелей з погляду на стиль і жанр. У грудні 2013 рок оголосили, що дистриб'ютор Tribeca Film взяв фільм для прокату, і перший показ в кінотеатрах відбувся 9 травня 2014 року. Стрічка вийшла на DVD у США 9 вересня 2014 року.
У травні 2019 року почала знімання фільму «Мейнстрім», сценарій якого написала разом з Томом Стюартом. Фільм із Ендрю Гарфілдом, Маєю Гоук і Джейсоном Шварцманом у головних ролях розповідає про трьох закоханих, які намагаються зберегти свою ідентичність, утворюючи ексцентричний любовний трикутник у сучасну епоху Інтернету.
6 вересня 2024 року на Міжнародному кінофестивалі у Торонто відбулась прем'єра її фільму «Остання танцівниця» з Памелою Андерсон у головній ролі.

## Фільмографія
Короткометражні фільми
| Рік  | Назва                     | Примітки                                                                               |
| ---- | ------------------------- | -------------------------------------------------------------------------------------- |
| 2010 | Не плюс один              | Спільно з Трейсі Антонопулос                                                           |
| 2012 | Казино Мун                | Також сценарист                                                                        |
| 2013 | Між: Документальний фільм | Короткометражний документальний фільм про створення фільму її дідуся «Між»             |
| 2015 | Дивна любов               | короткометражний документальний фільм; спільно з Трейсі Антонопулос і Самантою Ресслер |
| 2022 | Джейн 2                   | Сегмент «Сім облич Джейн».                                                             |

Художні фільми
| Рік  | Назва              | Директор | Письменник | Продюсер |
| ---- | ------------------ | -------- | ---------- | -------- |
| 2013 | Пало-Альто         | Так      | Так        | Ні       |
| 2020 | Мейнстрім          | Так      | Так        | Так      |
| 2024 | Остання танцівниця | Так      | Ні         | Ні       |

Документальний фільм
- Superfans: Screaming. Crying. Throwing up. (TBA) (Також продюсер)

Телебачення
| Рік  | Назва       | Епізод         |
| ---- | ----------- | -------------- |
| 2018 | Love Advent | «Нікола Пельц» |

Музичні відео
| Рік  | Назва                  | Виконавець        |
| ---- | ---------------------- | ----------------- |
| 2014 | You're Not Good Enough | Blood Orange      |
| 2015 | Your Type              | Карлі Рей Джепсен |
| 2017 | Cut to the Feeling     | Карлі Рей Джепсен |
| 2019 | Applaud                | Ів Тюмор          |
| 2020 | Are You A Magician?    | Соко              |
| 2023 | Where do we go now?    | Грейсі Абрамс     |
| 2024 | Lucky                  | Halsey            |

Акторські ролі
| Рік  | Назва                | роль         | Примітки                |
| ---- | -------------------- | ------------ | ----------------------- |
| 1989 | Нью-Йоркські історії | маленька Зої | Сегмент «Життя без Зої» |
| 1990 | Хрещений батько 3    | Онука Конні  | Не зазначена у титрах   |